# Pernille Boye Koch
Pernille Boye Koch (født 16. november 1970) er en dansk jurist og tidligere politiker.
Hun er cand.jur. fra Københavns Universitet 1997, Ph.d. Københavns Universitet 2002 og lektor i offentlig ret ved Roskilde Universitet siden 2014. Pernille Boye Koch var fuldmægtig i Miljøministeriet 1997-1998, lektor i forfatningsret ved Syddansk Universitet 2004-2009 og 2011-2014. Hun var juridisk konsulent i Folketingets administration 2010, 1. suppleant til Folketinget i Københavns Storkreds for Det Radikale Venstre fra 2011 til 2015.
Pernille Boye Koch markerede sig i december 2012 som modstander af den nye offentlighedslov og skarp kritiker af sin daværende partileder Margrethe Vestager da Radikale Venstres folketingsgruppe indgik i forliget om den nye offentlighedslov i modstrid med en netop vedtaget resolution fra det radikale landsmøde.
Få dage efter at have udtalt denne kritik, blev Pernille Boye Koch sat ind som suppleant i Folketinget som stedfortræder for Uffe Elbæk. Han nåede dog at vende tilbage til Folketinget, før forslaget om den nye offentlighedslov kom til afstemning. Afstemningen endte dog alligevel med en radikal stemme imod, da Uffe Elbæk som den eneste politiker i regeringspartierne, på grund af en teknisk fejl, blev registreret for at have stemt imod loven.